# Moritzoppia metulifera
Moritzoppia metulifera är en kvalsterart som först beskrevs av Bayartogtokh och Gordeeva 200.  Moritzoppia metulifera ingår i släktet Moritzoppia och familjen Oppiidae. Inga underarter finns listade i Catalogue of Life.